# Giles Shaw
 John Giles Dunkerley Shaw (16 novembre 1931 - 12 avril 2000), connu sous le nom de Giles Shaw, est un homme politique britannique du Parti conservateur.

## Biographie
Shaw est né à York, fils d'un ingénieur. Il fait ses études à la Sedbergh School et au St. John's College de Cambridge, rejoignant l'association conservatrice et devenant président de l'Union de Cambridge pour le mandat de la Saint-Michel en 1954.
De retour à York, il devient cadre de la firme de confiserie Rowntree Mackintosh, devenant directeur de publicité, puis directeur marketing. Il est directeur de publicité et président de l'exécutif divisionnaire conservateur.
Shaw se présente Kingston upon Hull West aux élections générales de 1966. Il est ensuite député pour Pudsey de 1974 jusqu'à sa retraite à l'élection générale de 1997.
Il occupe plusieurs postes ministériels sous l'administration Thatcher : sous-secrétaire parlementaire au bureau d'Irlande du Nord (1979-1981) ; sous-secrétaire parlementaire, ministère de l'Environnement (1981-1983); sous-secrétaire parlementaire, ministère de l'Énergie (1983-1984); ministre d'État, ministère de l'Intérieur (1984-1986); Ministre d'État, Département du commerce et de l'industrie (1986-1987).
Shaw est fait chevalier en 1987 en reconnaissance de ses services en tant que député,.
Il est également élu trésorier du comité 1922 en 1988, membre du panel des présidents du président et plus tard président du comité des sciences et de la technologie. Il est président des gouverneurs de l'école Sedbergh de 1992 à 1997.
Shaw est également nommé directeur de British Steel plc et de Yorkshire Water en 1990, et est le 2e président du Broadcasters' Audience Research Board Ltd (BARB) en 1997.
Il est très populaire aux Communes et en 1992, beaucoup de tous les côtés, le voulaient comme speaker, mais le cabinet conservateur insiste pour soutenir Peter Brooke. Par conséquent, 74 députés conservateurs, dirigés par John Biffen, votent pour Betty Boothroyd comme première femme speaker.
Shaw est décédé d'un accident vasculaire cérébral à l'âge de 68 ans.